# Берчимас, Нимфаша
Нимфаша Берчимас (англ. Nimfasha Berchimas; родился 22 февраля 2008) — американский футболист, вингер клуба MLS «Шарлотт».

## Клубная карьера
Футбольную карьеру начал в академии клуба «Норт-Кэролайна Фьюжн». В 2020 году присоединился к клубу MLS Шарлотт». В ноябре 2022 года Берчимас в возрасте 14 лет и 268 дней подписал доморощенный контракт с клубом.
В сезоне 2023 года выступал за «Краун Легаси» (резервную команду «Шарлотт»), сыграв за неё восемь матчей. 24 февраля 2024 года дебютировал за Шарлотт в MLS в матче против клуба «Нью-Йорк Сити».

## Карьера в сборной
Родился в Бурунди, но выступает за национальные сборные США.
В ноябре 2023 года сыграл на юношеском чемпионате мира в Индонезии в составе сборной США. На турнире забил три гола: дубль в игре против Южной Кореи 12 ноября и гол в игре против Буркина-Фасо 15 ноября.